# Atrichopogon hexastichus
Atrichopogon hexastichus är en tvåvingeart som beskrevs av Nielsen 1951. Atrichopogon hexastichus ingår i släktet Atrichopogon och familjen svidknott.
Artens utbredningsområde är Danmark. Inga underarter finns listade i Catalogue of Life.